# Детоксикація (фільм)
Детоксикація (англ. D-Tox) — американсько-німецький трилер 2002 року.

## Сюжет
Агент ФБР Джек Маллой переслідує серійного вбивцю, який спеціалізується на вбивствах поліцейських. Коли Джек прибуває на місце останнього вбивства, маніяк дзвонить йому і каже, що знаходиться у нього вдома. Джек поспішає додому, але не встигає: маніяк вбиває його дружину Мері. Джеку так і не вдалося впоратися з пережитим шоком: він починає шукати забуття в алкоголі. Його колезі, детективу Хендріксу, не залишається нічого іншого, як відправити Джека у віддалену реабілітаційну клініку для співробітників правоохоронних органів. Під час курсу лікування в околицях клініки трапляється буран, і вона стає відрізаною від решти світу. Несподівано в цей момент хтось починає вбивати пацієнтів. Поступово Джек розуміє, що в клініку під виглядом одного з поліцейських-пацієнтів проник його давній знайомий серійний вбивця і що саме Джек є його головною метою.

## У ролях
- Сильвестр Сталлоне — Джейк Маллой
- Том Беренджер — Хенк
- Чарльз С. Даттон — Хендрікс
- Шон Патрік Фленері — Коннер
- Діна Мейер — Мері
- Роберт Патрік — Ной
- Роберт Проскі — Маккензі
- Стівен Ленг — Джек Беннет
- Кортні Венс — преподобний Джонс
- Поллі Вокер — Дженні
- Джеффрі Райт — Яворські
- Кріс Крістофферсон — Док